# Danielle Frenkel
Danielle Frenkel (hebräisch דניאל פרנקל, * 8. September 1987) ist eine israelische Leichtathletin, die sich auf den Hochsprung spezialisiert hat.

## Sportliche Laufbahn
Erste internationale Erfahrungen sammelte Danielle Frenkel im Jahr 2009, als sie bei den U23-Europameisterschaften in Kaunas mit übersprungenen 1,72 m in der Qualifikation ausschied. Im Jahr darauf startete sie bei den Europameisterschaften in Barcelona und gelangte dort mit neuer Bestleistung von 1,92 m bis ins Finale, in dem sie mit 1,85 m aber den letzten Platz belegte. 2011 belegte sie bei den Halleneuropameisterschaften in Paris mit 1,92 m den vierten Platz, nachdem sie in der Qualifikation mit 1,94 m einen neuen Landesrekord aufgestellt hatte. Mitte August nahm sie an der Sommer-Universiade in Shenzhen teil und schied dort mit 1,75 m in der Vorrunde aus. Anschließend verpasste sie auch bei den Weltmeisterschaften in Daegu mit 1,85 m den Finaleinzug. Nach mehreren Jahren, in denen sie kaum oder keine Wettkämpfe bestritt, gewann Frenkel 2017 mit einer Höhe von 1,70 m die Silbermedaille bei der Makkabiade in Jerusalem. Im Jahr darauf erreichte sie bei den Balkan-Meisterschaften in Stara Sagora mit 1,75 m Rang zehn und 2021 wurde sie bei den Balkan-Meisterschaften in Smederevo mit 1,86 m Siebte.
In den Jahren 2010, 2020 und 2021 wurde Frenkel israelische Meisterin im Hochsprung.

## Persönliche Bestleistungen
- Hochsprung: 1,92 m, 30. Juli 2010 in Barcelona
  - Hochsprung (Halle): 1,94 m, 5. März 2011 in Paris (israelischer Rekord)